# Самопливний транспорт

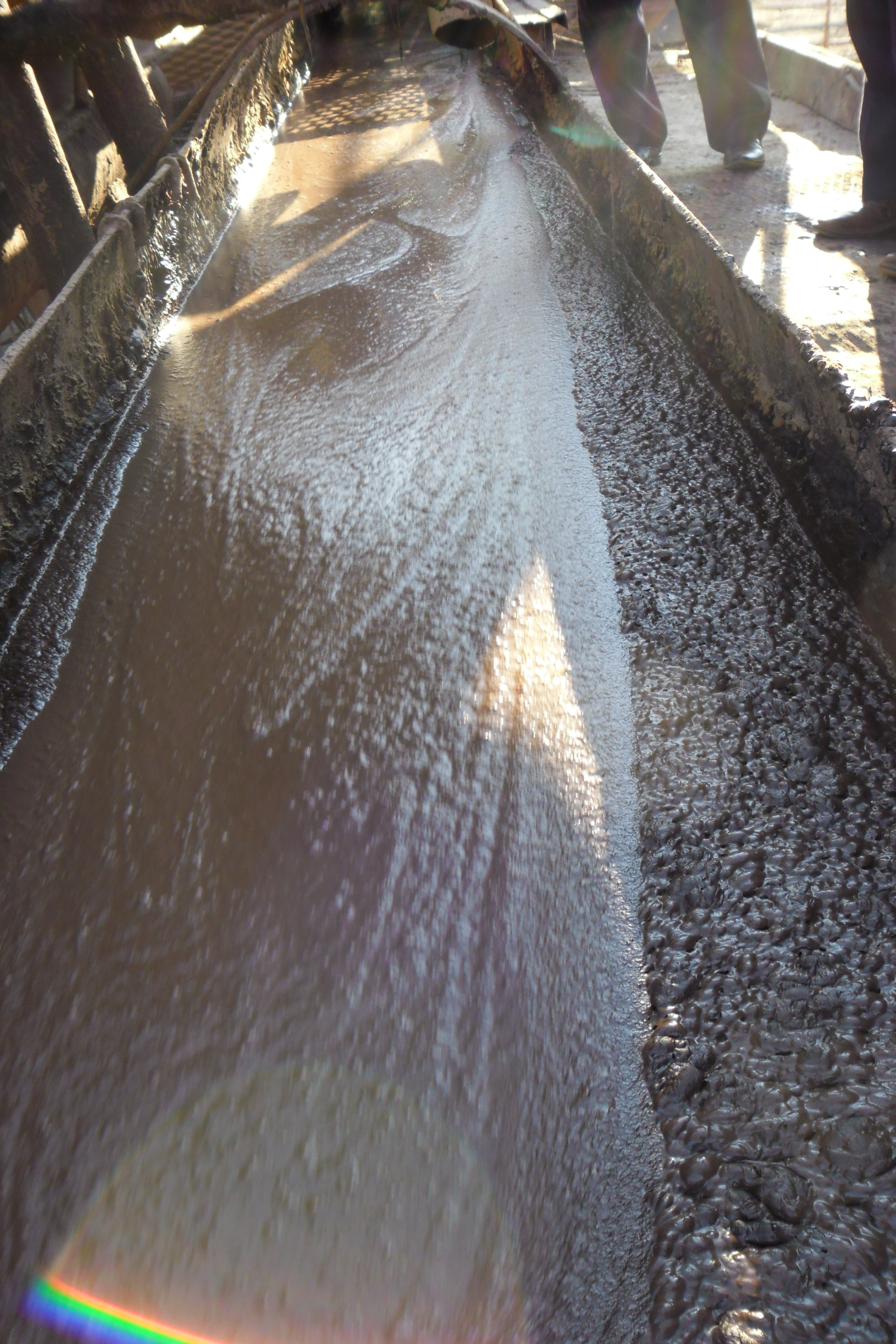
Самопливний транспорт бурового розчину у жолобі. Поверхневий комплекс бурової свердловини.

Самопли́вний тра́нспорт (рос. самотечный транспорт, англ. gravity transport, нім. Fließförderung, Schwerkraftförderung) — різновид транспорту, який здійснюється по похилих поверхнях та вертикальних гірничих виробках під дією гравітаційних сил. 
Широко використовують на вугільних шахтах, рудниках, збагачувальних фабриках. Самопливне транспортування матеріалу здійснюється по ґрунту або по спеціальних провідниках (настилах, жолобах, трубах, каскадних та ґвинтових спусках тощо). Залежно від умов (властивості провідника та матеріалу, що транспортується, кут нахилу транспортування) вантаж може переміщуватись ковзанням, стрибкоподібно або вільним падінням. В таблиці наведено мінімальні кути нахилу площини, при яких можливий С.т.
Самопливні транспортні установки використовують г.ч. для доставки матеріалів від вибоїв, а також для подачі вантажів до транспортних машин, бункерів та ін.
| Матеріал, що транспортується, та провідник | Мінімальний кут нахилу, о |
| Порода по ґрунту                           | 45...50                   |
| Порода по сталевих листах                  | 35...45                   |
| Вугілля по ґрунту                          | 35...38                   |
| Вугілля по дерев’яних настилах             | 30...35                   |
| Вугілля по сталевих листах                 | 17...25                   |
| Вугілля по емальованих листах              | 12...14                   |
| Антрацит по сталевих листах                | 15...17                   |
| Антрацит по емальованих листах             | 11...13                   |
| Руда по ґрунту                             | 53...60                   |
| Руда по сталевих листах                    | 35...55                   |